# Dimorphotheca
Dimorphotheca là một chi thực vật có hoa trong họ Cúc (Asteraceae).

## Loài
Chi Dimorphotheca gồm các loài: